# 堀内博志
堀内 博志（ほりうち ひろし、1974年9月3日 - ）は、日本の映画監督。

## 経歴
1974年、島根県出雲市（旧平田市）に生まれる。
大阪写真専門学校（ビジュアルアーツ専門学校）放送・映画学科に入ってから映像作りを始め、1995年に卒業してからは数社の映像制作会社に在籍しアーティストのPV、映像作品を制作する。
2008年、映像制作会社・PERFECTWORLD株式会社を設立。
初めて完成させた自主映画『反抗』がPFFアワード2010に入選、沖縄映像祭、TAMA NEW WAVE2010に出品される。
2年半ほど追いかけて撮影していたミュージシャン・加地等が2011年2月に急逝し、これをまとめたドキュメンタリー『加地等がいた -僕の歌を聴いとくれ-』が劇場公開される。
自主映画『私の悲しみ』がTAMA NEW WAVE2011でグランプリと女優賞（よこえとも子）をダブル受賞し、初の長編劇映画として2012年7月に劇場公開された。
2014年、島根県出雲市を舞台に、主演佐々木希、撮影監督・クリストファー・ドイルで出雲大社などの全面協力を経て、映画「縁（えにし）〜The Bride of Izumo〜」を撮影。
2015年、第35回ハワイ国際映画祭　Spotlight on Japan部門の観客賞（HIFF Audience Award）にノミネートされた。2016年、初春の全国公開。
2017年、映画『Please Please Please』、2018年映画『Sea Opening』制作をきっかけに若手俳優らを起用する機会が増え、2018年4月よりネット配信にて「堀内監督の「イケてんChannel」不定期配信。

## 監督作品

### 映画
- 新任女教師 劇場版 愛してるとか 好きだとか (2008年) <OV>
- 官能コレクター (2010年)<OV>
- 反抗（2010年）
- 加地等がいた -僕の歌を聴いとくれ-（2011年）
- 私の悲しみ（2011年）
- 耳をかく女（2012年）[3]
- 山崎ファミリア（2013年）
- 絶対領域（2014年）
- 縁〜The Bride of Izumo〜（2015年）
- Please Please Please（2017年）[4][5]
- Sea Opening（2018年）[6]
- いつまでも忘れないよ（2019年）[7]
- 浅草花やしき探偵物語〜神の子は傷ついて〜（2020年）

### テレビドラマ
- ディキータマリモット～オウセンの若者たち～(2018年7月6日 - 9月21日、テレビ神奈川) 全12話 [8][9]
- チョコレート戦争〜朝に道を聞かば夕べに死すとも可なり〜(2020年1月10日 - 3月28日、テレビ神奈川）全12話[10]